# سيمون دو بوا
سيمون دو بوا هو رسام هولندي، ولد في 1632 في أنتويرب في بلجيكا، وتوفي في 1708 في لندن في المملكة المتحدة.